# 56 v.Chr.
Het jaar 56 v.Chr. is een jaartal volgens de christelijke jaartelling.

## Gebeurtenissen

### Italië
- Gnaius Cornelius Lentulus Marcellinus en Lucius Marcius Philippus zijn consul in het Imperium Romanum.
- Julius Caesar voert in Lucca onderhandelingen met Gnaeus Pompeius Magnus en Marcus Licinius Crassus. Naast de leden van dit triumviraat zijn ook aanwezig Appius, gouverneur van Sardinië, en Nepos, proconsul van Hispania, afgezien van 120 lictoren en 200 leden van de senaat. De uitkomst van de besprekingen is, dat Crassus en Pompeius het volgende jaar consuls blijven, terwijl Caesar voor een periode van vijf jaar gouverneur zal worden van Gallia Cisalpina (Noord-Italië), Gallia Transalpina (het deel van Gallië dat aan de overzijde van de Alpen ligt) en een deel van Illyria.
- De Senaat voert een wet in om Caesar financieel te ondersteunen voor de opbouw van vier Romeinse legioenen.
- Clodia Pulchra beschuldigt haar voormalige minnaar Marcus Caelius Rufus van poging tot moord (vergiftiging). Na een redevoering (Pro Caelio) van Marcus Tullius Cicero wordt hij vrijgesproken.

### Gallië
- Julius Caesar laat aan de monding van de Garonne een Romeinse vloot bouwen en verslaat in de Atlantische Oceaan de Veneti.
- In Bretagne op het Armorische schiereiland worden de Keltische stammen de Coriosolitae en de Osismii door de Romeinen onderworpen.
- Bataven (Batavi) vestigen zich na afscheiding van de Chatten in de Rijndelta (Insula Batavorum).
- De Romeinen vallen het stroomgebied van de Schelde binnen, de Menapiërs en de Morini trekken zich terug in de bosrijke en moerassige kustgebieden van Zeeland en Vlaanderen.
- De Usipeten en de Tencteren, twee Germaanse stammen uit het achterland van Xanten, plunderen de Maasvallei en vestigen zich in het rivierengebied, in de omgeving van Oss.[1]
- Julius Caesar trekt met een Romeins expeditieleger (8 legioenen) naar het noorden van Gallië en valt het Germaanse kamp van de Usipeten en de Tencteren aan. Hierbij laat hij alle mannen, vrouwen en kinderen afslachten.[1]
- Winter - Julius Caesar verovert Aquitanië en laat versterkte forten bouwen om de handelswegen in Gallië veilig te stellen.

### Judea
- Aristobulus II ontsnapt uit Rome en keert terug naar Judea. Hij probeert met zijn zoon Antigonus de troon voor zich op te eisen en tevergeefs de Joodse Hasmonese staat in ere te herstellen.

### India
- Begin van de Vikram Samvat jaartelling (het jaar 0) met de overwinning van koning Vikram, een era die verwijst in de Indiase Hindoe-kalenders.

## Overleden
- Lucius Licinius Lucullus (~117 v.Chr. - ~56 v.Chr.), Romeins staatsman en veldheer (61)